# Crambione mastigophora
Crambione mastigophora is een schijfkwal uit de familie Catostylidae. De kwal komt uit het geslacht Crambione. Crambione mastigophora werd in 1903 voor het eerst wetenschappelijk beschreven door Maas. 